# تيمائية
كانت اللغة التيمانية هي اللغة والنصوص المستخدمة في واحة تيماء في شمال غرب شبه الجزيرة العربية ، ويرجع تاريخها إلى النصف الثاني من القرن السادس قبل الميلاد. 

## تصنيف
لا يشارك التيماني في الابتكارات الرئيسية للعربية البدائية ، مما يحول دون اعتباره عضوًا في عائلة اللغة العربية . تشترك في ميزة إيزوغوس واحد مع اللغات السامية الشمالية الغربية : التغيير واو إلى ياء في موضع الكلمة الأولى.
تتضمن الأمثلة yrḫ لـ * warḫum (بمعنى قمر، أو شهر) و ydʿ لـ Wadaʿa (بمعنى لتعرف). 
بشكل عام ، النصوص قصيرة جدًا بحيث لا توفر تقييمًا لغويًا كاملاً ، لكن هذه الميزات القليلة لا تزال مهمة وتمنع هذه اللغة من كونها سلفًا مبكرًا للغة العربية. ومن الواضح أن الخط التيمائي عبر عن تنوع لغوي مميز ليس باللغة العربية ولا يرتبط ارتباطًا وثيقًا بالصفائية أو الحسمائية ، في حين يمكن الإشارة مبدئيًا إلى أنه كان أكثر ارتباطًا بالسامية الشمالية الغربية. 